# Duble Sidekick
Duble Sidekick (coréen : 이단옆차기; RR : Idanyeopchagi) est une équipe de production et de composition sud-coréenne. Elle est composée du parolier Park Jang-geun et du compositeur Kim Jung-seung (aussi connu sous les noms de Michael Kim, Mikey et Chance de One Way),. Le duo a été formé en 2010, et gagne en popularité après la production de l'album 100% Ver. de MBLAQ en 2012. Depuis, ils ont produit beaucoup de chansons à succès,. Fin 2012, ils agrandissent leur équipe pour inclure plus de compositeurs et lancent leur propre agence, nommée Duble Kick Entertainment,. Wellmade Yedang est devenu le plus grand actionnaire de l'agence en mai 2014.

## Discographie

### Production
| Artiste(s)                        | Album                                 | Chanson(s) | Année |
| --------------------------------- | ------------------------------------- | --- | ----- |
| 2PM                               | Grown                                 | - "Game Over" | 2013  |
| Ailee                             | Invitation                            | - "Into the Storm" (폭풍속으로) | 2012  |
| Apink                             | Pink Blossom                          | - "Mr. Chu" | 2014  |
| Apink                             | Pink Luv                              | - "Once Upon a Time" (동화 같은 사랑) - "Good Morning Baby" | 2014  |
| Baek Ji-young                     | Good Boy                              | - "Good Boy" | 2012  |
| B.A.P                             | Crash                                 | - "Crash" (대박사건) | 2012  |
| B.A.P                             | Stop It                               | - "Stop It" (하지마) | 2012  |
| BESTie                            | I Need You                            | - "I Need You" - "Hot Baby" - "Thank U Very Much" | 2014  |
| BESTie                            | Love Emotion                          | - "Excuse Me" | 2015  |
| Boys Republic                     | Dress Up                              | - "Dress Up" (예쁘게 입고 나와) | 2014  |
| Boys Republic                     | Real Talk                             | - "The Real One" (진짜가 나타났다) | 2014  |
| Boys Republic                     | Hello                                 | - "Hello" | 2015  |
| CLC                               | First Love                            | - "Pepe" | 2015  |
| Davichi                           | Mystic Ballad                         | - "Turtle" (거북이) | 2013  |
| Girl's Day                        | Everyday 3                            | - "G.D.P" (Intro) - "Something" - "Whistle" (휘파람) - "Show You" | 2014  |
| Girl's Day                        | Everyday 4                            | - "Darling" - "Look At Me" - "Timing" | 2014  |
| Girl's Day                        | I Miss You                            | - "I Miss You" (보고싶어) | 2014  |
| Girl's Day                        | NC                                    | - "Hello Bubble" | 2015  |
| G.NA                              | G.NA's Secret                         | - "Pretty Lingerie(예쁜 속옷)" | 2014  |
| g.o.d                             | Chapter 8                             | - "The Lone Duckling" (미운오리새끼) | 2014  |
| Hyolyn                            | Love & Hate                           | - "Don't Love Me" (사랑 하지 마) - "Red Lipstick" (립스틱 짙게 바르고) - "Falling" | 2013  |
| Jun Hyoseong                      | Top Secret                            | - "Good-Night Kiss" | 2014  |
| Jiyeon                            | Never Ever                            | - "1 Minute 1 Second" (1분 1초) | 2014  |
| JJCC                              | JJCC 1st Mini Album                   | - "OneWay" | 2014  |
| Kara                              | Day & Night                           | - "Live" - "Mamma Mia" - "So Good" - "Melancholy (24/7)" - "Red Light" (빨간불) | 2014  |
| K.Will                            | Will In Fall                          | - "You Don't Know Love" | 2013  |
| Leessang avec Yoojin de The SeeYa | Duble Sidekick Vol .2                 | - "Tears" | 2013  |
| Lyn                               | LYn 8th #2                            | - "I Like This Song" | 2013  |
| Mamamoo                           | Melting                               | - "You're The Best" | 2016  |
| MAP6                              | Swagger Time                          | - "Swagger Time" (매력발산타임) - "Love Is You" (밀당) | 2016  |
| MBLAQ                             | 100% Ver. (et BLAQ% Ver.)             | - "Run" - "This Is War" (전쟁이야) - "Scribble" (낙서) - "She's Breathtaking" (아찔한 그녀) - "Hello My EX" | 2012  |
| MBLAQ                             | Broken                                | - "Key" (열쇠) | 2014  |
| NU'EST                            | Sleep Talking                         | - "Sleep Talking" (잠꼬대) | 2013  |
| Secret                            | Secret Summer                         | - "I'm In Love" | 2014  |
| Sistar                            | Loving U                              | - "Loving U" - "Holiday" | 2012  |
| Sistar                            | Give It to Me                         | - "Miss Sistar" - "Give It to Me" - "The Way You Make Me Melt" (넌 너무 야해) - "A Week" (일주일) - "Hey You" | 2013  |
| Sistar                            | Touch & Move                          | - "Naughty Hands" (나쁜손) | 2014  |
| Sistar                            | Sweet & Sour                          | - "I Swear" | 2014  |
| Sistar                            | "Shake It"                            | - "Shake It" | 2015  |
| Song Jieun                        | 25                                    | - "Twenty Five" (예쁜 나이 25살) | 2014  |
| T-ara                             | Again                                 | - "Don't Get Married" | 2013  |
| T-ara                             | And & End                             | - "I Don't Want You" (남주긴 아까워) | 2014  |
| T-ara N4                          | Jeon Won Diary                        | - "Jeon Won Diary" (전원일기; Jeon Won Ilgi) (Feat. Duble Sidekick, Taewoon) - "Can We Love" (Feat. Duble Sidekick) - "Jeon Won Diary (Electronic)" (Feat. Duble Sidekick, Taewoon) - "Jeon Won Diary (MR ver.)" - "Can We Love (Instrumental)" | 2013  |
| Uee                               | Barefooted Friends: My Story, My Song | - "Hero" | 2013  |
| ZE:A                              | Illusion                              | - "The Ghost of Wind" (바람의 유령) | 2013  |
| Zia                               | NC                                    | - "Tears Falling Down" (눈물이 툭) | 2012  |

## Récompenses et nominations

### MelOn Music Awards
| Année | Catégorie           | Travail nommé                                                                 | Résultat |
| ----- | ------------------- | ----------------------------------------------------------------------------- | -------- |
| 2012  | Prix du compositeur | Duble Sidekick ("Loving U" de Sistar, "Voice" et "Good Boy" de Baek Ji-young) | Lauréat  |

### Gaon Chart K-Pop Awards
| Année | Catégorie              | Travail nommé  | Résultat |
| ----- | ---------------------- | -------------- | -------- |
| 2013  | Compositeur de l'Année | Duble Sidekick | Lauréat  |